# 李珩
李珩（1898年12月22日—1989年8月19日），字晓舫，男，四川成都人，中国天文学家，中国现代天文事业的奠基人之一。

## 生平
李珩早年就读于成都华阳中学，1917年考入华西协合大学数学系。1922年毕业后留校任教，后又任教于重庆第二女子师范学校。1922年前往法国巴黎大学留学，先后获学士、硕士、博士学位。1933年返国，任教于山东大学，并任青岛观象台研究员。1937年起担任华华西协合大学教授、理学院院长、教务长，四川大学教授、物理系主任，并在中央研究院天文研究所任研究员。1948年至1949年间前往美国普林斯顿大学任访问学者。
中华人民共和国成立后，李珩出任中国科学院紫金山天文台研究员，曾任上海佘山观象台与徐家汇观象台负责人。1962年出任上海天文台首任台长。1982年起任名誉台长。
1989年8月19日在上海逝世，享年90岁。

## 著作
- 李珩，球面天文学和天体力学引论，科学出版社，1980.[1]
- 李珩，大众天文学，科学出版社，1965.[2]

## 社会兼职
李珩还担任过中国天文学会副理事长、名誉理事长，上海市天文学会理事长、名誉理事长，上海市政协委员、常务委员等职。